# Tagai (Tschertala)
Die Tagai (russisch Тагай) ist ein linker Nebenfluss des Flusses Tschertala in der russischen Oblast Tomsk. Die Tagai hat eine Länge von 20 km.